# 글랑
글랑(Gland, 프랑스어 발음: [ɡlɑ̃] ( 듣기))은 스위스 보주 니옹구에 있는 시정촌이다. 이 도시는 또한 국제 자연 보전 연맹(IUCN)과 세계자연기금(WWF) 본부가 있는 곳이기도 하다.

## 역사
글랑은 선사 시대 정착지로 알려져 있다. 로마 시대에는 빌라 글라니스라는 농장이 있었다. 1960년대까지 글랑은 작은 농촌 마을(기본적으로 포도원과 소)에 불과했다.
글랑은 994-1049년경에 de Glans로 처음 언급되었다.
1923년 글랑은 제칠일 안식일 예수재림 교회의 유럽 분과 회의를 위한 장소를 제공했는데, 독일 재림교 지도자들은 전쟁 중에 전투원으로 복무할지 여부는 각 교회 교인의 양심에 맡겨야 한다고 생각한다고 말했다.
1930년대에는 레만호에서 쥐라산맥을 향해 뻗어 있는 글랑의 서쪽 가장자리를 따라 방어선인 토블론 라인이 구축되었다. 그 목적은 서쪽에서 탱크의 침공을 막는 것이었다.
제네바와 로잔을 연결하는 고속도로가 개통되면서 한때 조용했던 이곳으로 많은 통근자들이 찾아왔다. 글랑이 자체 사업체와 쇼핑센터가 있는 도시로 성장하기 시작한 것은 1980년대 중반부터이다.

## 지리

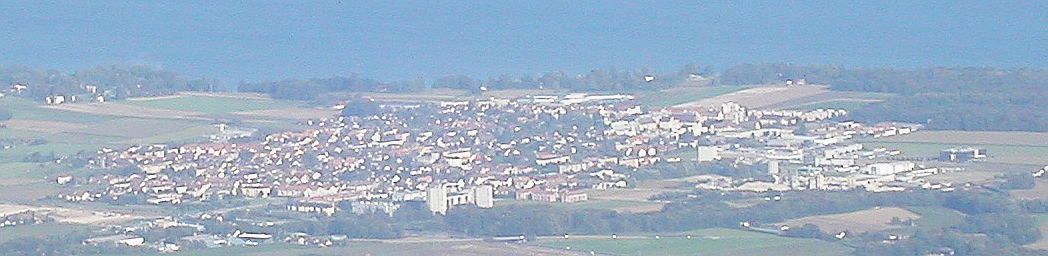
글랑과 제네바호

글랑의 면적은 2009년 기준으로 8.3k㎡이다. 이 면적 중 3.81k㎡ (45.8%)가 농업 목적으로 사용되는 반면 1.22k㎡ (14.7%)는 산림이다. 나머지 토지 중 3.33k㎡ (40.0%)가 정착(건물 또는 도로), 0.01k㎡ (0.1%)가 강 또는 호수이다.
건축면적 중 공업용 건물이 전체 면적의 3.1%, 주택과 건물이 18.4%, 교통 기반 시설이 8.9%를 차지했다. 전력 및 수자원 기반 시설 및 기타 특별 개발 지역은 면적의 3.5%를 구성하고 공원, 녹지대와 스포츠 필드는 6.1%를 구성한다. 산림을 제외한 모든 산림면적은 울창한 산림으로 덮여 있다. 농경지 중 29.0%는 작물 재배에 사용되며 5.0%는 목초지이며, 11.8%는 과수원이나 포도나무에 사용된다. 시정촌의 모든 물은 흐르는 물이다.
시정촌은 2006년 8월 31일에 해산될 때까지 니옹구의 일부였으며, 글랑은 새로운 니옹구의 일부가 되었다.
시정촌은 제네바 호수와 코트 지역 사이에 있다.

## 인구통계
글랑의 인구(2020년 12월 기준)는 13,258명이다. 2008년 기준으로 인구의 32.1%가 거주하는 외국인이다. 1999년부터 2009년까지 10년 동안 인구는 21.4%의 비율로 증가했다. 9.5%는 이주로, 12%는 출생 및 사망으로 인해 증가했다.
2000년 기준, 인구 대부분인 7,677명(79.4%)이 프랑스어를 사용하며, 독일어가 628명(6.5%)으로 두 번째로 많이 사용되고, 영어가 346명(3.6%)으로 세 번째이다. 이탈리아어를 할 줄 아는 사람은 253명, 로만슈어를 할 줄 아는 사람은 7명이다.
2009년 현재 글랑의 연령 분포는 다음과 같다. 1,464명(인구의 13.0%)은 0세에서 9세 사이이고 1,523명(13.5%)은 10세에서 19세 사이이다. 성인 인구 중 1,424명(인구의 12.6%)이 20세에서 29세 사이이다. 1,973명(17.5%)은 30~39세, 2,067명(18.3%)은 40~49세, 1,347명(11.9%)은 50~59세이다. 고령자 분포는 928명(인구의 8.2%)이 60세 이상이다. 69세는 385명(70~79세)은 3.4%, 80~89세는 164명(1.5%), 90세 이상은 25명(0.2%)이다.
2000년 기준으로 시정촌에 미혼이거나 독신인 사람은 4,219명이다. 기혼자는 4,589명, 미망인은 258명, 이혼한 사람은 597명이었다.
2000년 기준으로 시정촌의 개인가구는 3,924세대로 가구당 평균 2.4명이 거주하고 있다. 1 인가구는 1208가구, 5인 이상 가구는 241가구였다. 이 질문에 응답한 총 4,005가구 중 30.2%가 1인 가구였으며, 부모와 동거하는 성인은 7명이었다. 나머지 가구 중 자녀가 없는 부부는 940쌍, 자녀가 있는 부부는 1,417쌍이다. 자녀가 있는 편부모는 298명이었다. 혈연관계가 없는 사람이 54가구, 시설이나 기타 집단주택이 81가구였다.
2000년에는 총 1,064호의 주거용 건물 중 521호(전체의 49.0%)가 단독주택이었다. 다가구는 350채(32.9%), 주거용은 119채(11.2%), 기타 용도(상업·산업)는 74채(7.0%)로 가장 많았다.
2000년에는 총 3,773채(전체의 89.4%)가 상설 임대되었고, 392채(9.3%)가 성수기, 57채(1.4%)가 비어 있었다. 2009년 기준 신규주택 건설률은 인구 1,000명당 4.6세대였다. 2010년 시정촌 공실률은 0.18%였다.
역사적 인구는 다음 차트에 나와 있다.

## 국가중요문화재

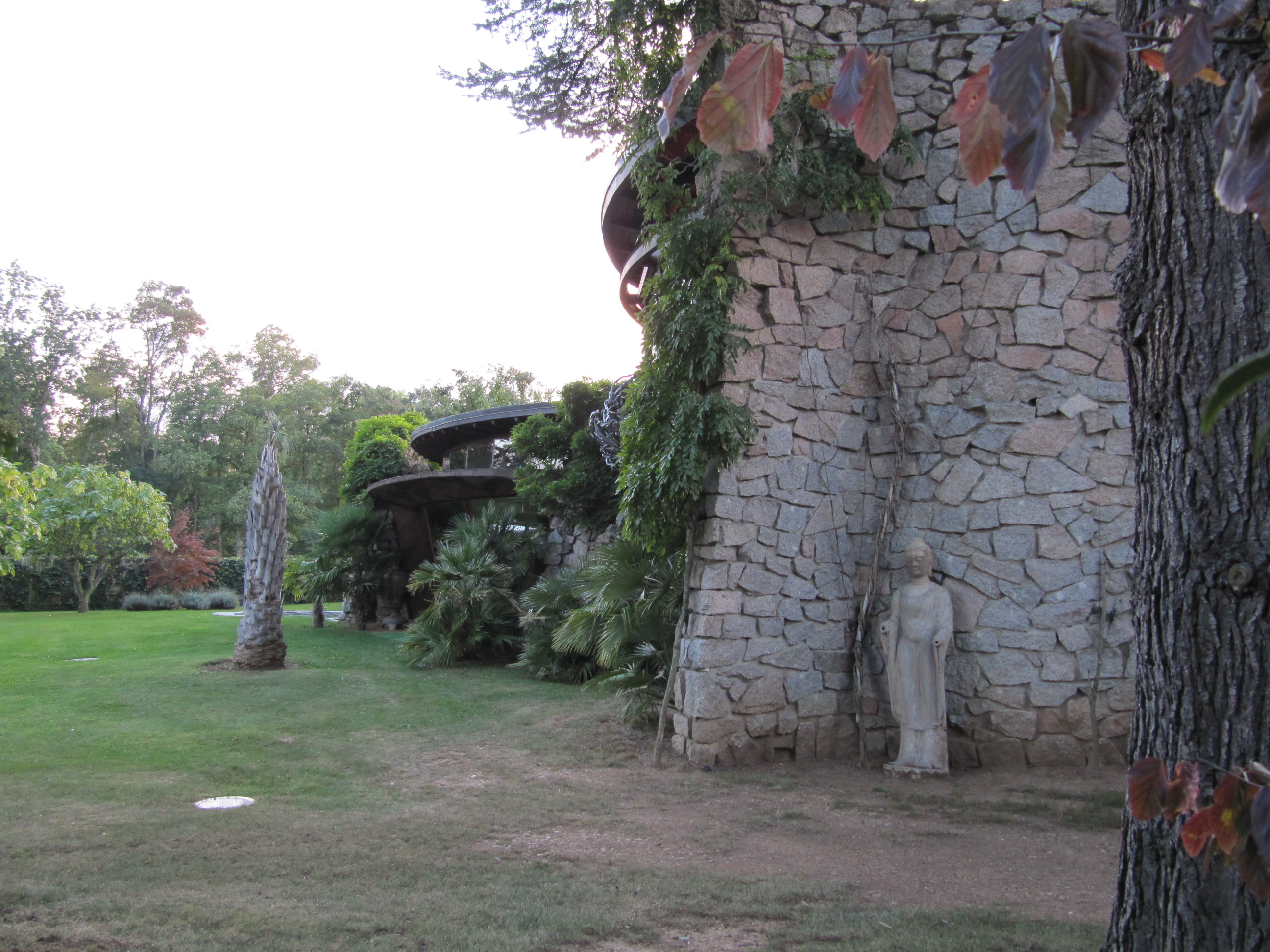
Villa la Rajada

외부 건물 및 토지가 있는 빌라 라 라자다는 국가적으로 중요한 스위스 문화 유산으로 등록되어 있다.

## 정치
2007년 연방 선거에서 가장 인기 있는 정당은 21.38%의 득표율을 얻은 SP였다. 다음으로 가장 인기 있는 3개 정당은 SVP (20.4%), 녹색당 (13.66%), FDP (13.63%)였다. 이번 연방 총선에서는 총 2,221표가 투표율 39.5%를 기록했다.

## 경제
제네바와 로잔 시의 중간에 위치해 있기 때문에 많은 국제 기업과 조직이 글랑에 사무실을 두고 있다. 그 중 선마이크로시스템즈, IUCN (국제 자연 보호 연합), 람사르 총회와 세계자연기금 등이 있다. 온라인 중개와 은행인 Swissquote는 글랑에 본사를 두고 있다.
2010년 현재 글랑의 실업률은 5.5%이다. 2008년 기준으로 1차 경제 부문에 83명이 고용되어 있으며, 이 부문에 약 14개 기업이 관여하고 있다. 838명이 2차 부문에 고용되었고, 이 부문에 120개의 기업이 있었다. 3,857명이 3차 부문에 고용되었으며 이 부문에는 403개의 기업이 있다. 시정촌 주민은 5,302명으로 일정 정도 고용되었으며, 그중 여성이 전체 노동력의 44.7%를 차지했다.
2008년에 정규직에 상응하는 총 일자리 수는 4,092개였다. 1차 부문의 일자리 수는 44개였으며 그 중 농업이 42개, 어업 또는 어업이 2개였다. 2차 부문의 일자리 수는 794개로 그중 410개(51.6%)가 제조업, 24개(3.0%)가 광업, 313개(39.4%)가 건설업이었다. 3차 부문의 일자리는 3,254개였다. 3차 부문에서; 1,118개(34.4%) 도소매 또는 자동차 수리업, 80개(2.5%) 상품 이동 및 보관, 156개(4.8%) 호텔 또는 레스토랑, 106개(3.3%) 정보 산업), 243개(7.5%)가 보험 또는 금융 산업, 157개(4.8%)가 기술 전문가 또는 과학자, 209개(6.4%)가 교육, 336개(10.3%)가 의료 분야였다.
2000년 기준 자치단체로 통근하는 근로자는 2,833명, 출퇴근자는 3,872명이었다. 지자체는 근로자의 순수출 지자체이며, 들어오는 1명당 약 1.4명의 근로자가 지자체를 떠나고 있다. 글랑에 들어오는 노동력의 약 12.2%는 스위스 외부에서 오고, 현지인의 0.1%는 일을 위해 스위스에서 출퇴근한다. 근로 인구의 18.7%가 출퇴근을 위해 대중교통을 이용했고, 66.2%가 자가용을 이용했다.

## 종교
2000년 인구 조사에 따르면 3,565명(36.9%)이 로마 가톨릭 신자이고, 2,943명(30.5%)이 스위스 개혁 교회에 속해 있다. 나머지 인구 중 정교회 교인은 82명(인구의 약 0.85%), 크리스찬 가톨릭 교회 교인은 10명(인구의 약 0.10%), 다른 기독교 교회에 속한 970명(또는 인구의 약 10.04%)이었다. 유대인은 29명(인구의 약 0.30% )이었고, 이슬람교는 286명(인구의 약 2.96%), 불교 신자가 25명, 힌두교 23명과 다른 종교에 속한 20명이 있었다. 1,656명(인구의 약 17.14%)이 교회에 속하지 않고, 불가지론자 또는 무신론자이며, 519명(인구의 약 5.37%)이 질문에 대답하지 않았다.

## 교육
글랑에서는 인구의 약 3,413명(35.3%)이 비필수 고등교육을 이수했으며 1,620명(16.8%)이 추가 고등교육(대학 또는 응용학문대학)을 마쳤다. 고등 교육을 이수한 1,620명 중 43.1%가 스위스 남성, 25.1%가 스위스 여성, 17.2%가 비스위스계 남성, 14.6%가 비스위스계 여성이었다.
2009/2010 학년도에 글랑 학군에는 총 1,573명의 학생이 있었다. 보주 주립학교 시스템에서는 정치 구역에서 2년간의 의무가 아닌 유아원을 제공한다. 학년도 동안 정치구는 총 1,249명의 어린이에게 유치원 보육을 제공했으며, 그중 563명의 어린이(45.1%)가 보조금을 받는 유치원 보육을 받았다. 주의 초등학교 프로그램은 학생들이 4년 동안 출석해야 한다. 시립 초등학교 프로그램에는 830명의 학생이 있었다. 의무 중학교 과정은 6년 동안 지속되며 해당 학교의 학생은 701명이었다. 홈스쿨링을 하거나 다른 학교에 다니는 학생도 42명이었다.
2000년 현재 글랑에는 다른 시정촌에서 온 272명의 학생이 있었고, 451명은 시외 학교에 다녔다.
글랑에는 글랑 시립학교 도서관(Bibl. scolaire et communale de Gland)이 있다. 도서관은 2008년 현재 22,346권의 책 또는 기타 매체를 보유하고 있으며 같은 해에 41,248권을 대출했다. 그해에는 주당 평균 51시간씩 총 251일을 열었다.
국제 학교인 라코트 국제학교(La Côte International School)는 이전에 글랑 근처의 Vich에 있었다.

## 교통

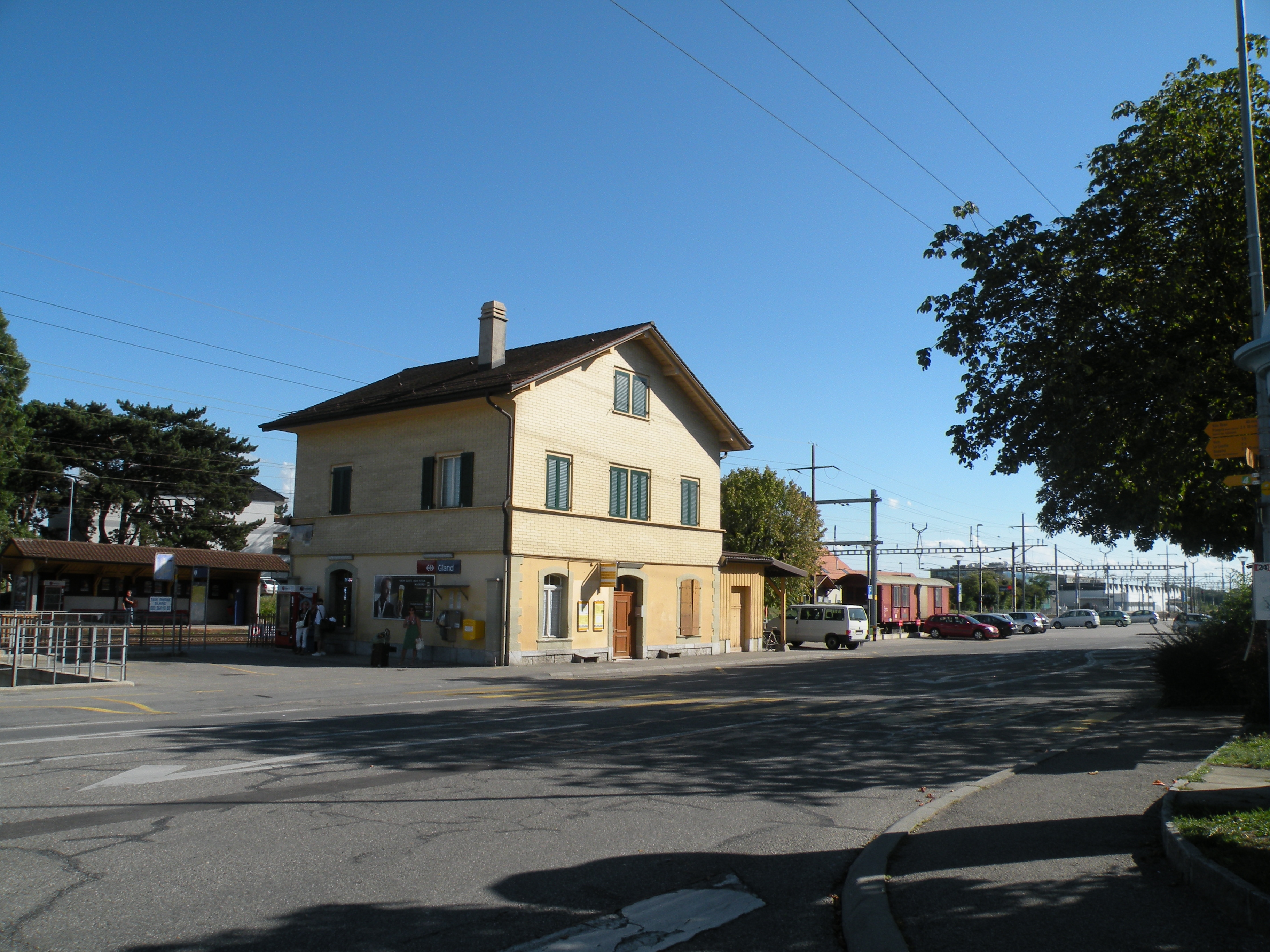
글랑역

글랑은 우수한 교통 기반 시설을 갖추고 있다. 1964년 개통된 A1 고속도로, 주요 도로 1번이 있다. 스위스 연방 철도의 로잔-제네바선(1858년 4월 14일에 개통된 모르주-코페 구간)이 글랑역을 통과한다. 기차역에서 부르티니, 롤까지 그리고 니옹에서 글랑을 거쳐 Gimel까지 가는 버스 노선은 대중교통이 보다 정확하게 분배되도록 한다. 1906년부터 1954년까지 글랑과 베넝 (GB) 사이를 운행하는 도시 간 트램웨이가 운행되기도 했다.

## 스포츠
글랑은 축구팀 FC 글랑의 홈구장이다. 그들은 현재 ACVF(Cantonale Vaudoise de Football)의 스위스 풋볼 리그 5레벨에서 뛰고 있다.